# Зринська
45°47′ пн. ш. 17°08′ сх. д. / 45.78° пн. ш. 17.14° сх. д.
Зринська (хорв. Zrinska) — населений пункт у Хорватії, у Б'єловарсько-Білогорській жупанії у складі громади Великий Ґрджеваць.

## Населення
Населення за даними перепису 2011 року становило 130 осіб.
Динаміка чисельності населення поселення: